# Plectris andicola
Plectris andicola är en skalbaggsart som beskrevs av Frey 1969. Plectris andicola ingår i släktet Plectris och familjen Melolonthidae. Inga underarter finns listade i Catalogue of Life.